# 김범룡
김범룡(金範龍, 1959년 7월 8일 (음력 6월 3일) ~ )은 대한민국의 싱어송라이터, 음악 프로듀서, 배우이다.

## 생애
1982년 연포가요제에서 보컬 듀오 빈 수레의 보컬리스트로 참가하여 자작곡 《인연》으로 우수상을 수상하여 데뷔하였고 그 후 1985년 개인 음반 1집에 수록된 자작곡 《바람 바람 바람》을 통해 솔로 가수로 정식 데뷔하면서 많은 인기를 얻었다. 1985년 KBS 가요대상 신인가수상을 수상하였고 1986년에는 MBC와 KBS에서 10대 가수상을 받았다. 이후 잠시 영화와 뮤지컬에서 배우로도 활동하였는데 히로뽕과 대마초를 흡입했다는 이유 때문에 1995년 2월 21일 서울지검 강력부로부터 향정신성의약품관리법 위반 등의 혐의로 구속됐고 이 과정에서 KBS 방송출연이 무기한 금지 되기도 했으며 1999년 3월 12일 방영된 MBC <가요콘서트>에 출연하여  TV 복귀를 했다.
음반 제작자로도 활동했는데, 그가 프로듀싱하여 데뷔한 그룹이 남성 듀오 녹색지대다.

## 학력
- 서울용강초등학교
- 수도중학교
- 여의도고등학교
- 충북대학교 서양화과 학사

## 방송
- 2019년 KBS1《TV는 사랑을 싣고》
- 2020년 KBS1《아침마당》
- 2020년 KBS2《불후의 명곡: 전설을 노래하다》
- 2020년 KBS2《2TV 생생정보》
- 2020년 MBC 《미스터리 음악쇼 복면가왕》
- 2020년 TV조선 《신청곡을 불러드립니다 - 사랑의 콜센타》
- 2020년 KBS2《트롯 전국체전》
- 2020년 MBN 《인생앨범 예스터데이》
- 2021년 TV조선 《화요일은 밤이 좋아》
- 2022년 MBC 《생방송 행복드림 로또 6/45》
- 2022년 MBN 《속풀이쇼 동치미》
- 2022년 MBN 《우리들의 쇼10》
- 2022년 TV조선 《국가가 부른다》

## 음반
| 앨범 #      | 년도   | 대표곡                                                             |
| ----------- | ------ | ------------------------------------------------------------------ |
| 1 집        | 1985년 | 《바람 바람 바람》, 《그순간》, 《별빛속의 님》                    |
| 2 집        | 1986년 | 《님 떠나가네》, 《슬픔만 주고》, 《그대는 미운사람》              |
| 3 집        | 1987년 | 《카페와 여인》, 《현아》, 《안녕이라 하지마》, 《내 사랑 모니카》 |
| 4 집        | 1988년 | 《마지막 입맞춤》, 《이제 와서》                                   |
| 5 집        | 1989년 | 《무지개빛 세상》, 《사랑의 열차를 타고》                          |
| 베스트 앨범 | 1989년 | 《이젠 말할 수 있네》, 《바람 바람 바람》                          |
| 6 집        | 1991년 | 《아마 아마》, 《한잔의 술》                                       |
| 7 집        | 1992년 | 《사랑 그 이름 하나로》, 《뱅뱅뱅》                                |
| 8 집        | 2003년 | 《돈키호테》, 《사랑의 진실》, 《나의 소원》, 《왜 날》            |
| 싱글        | 2006년 | 《친구야》                                                         |
| 싱글        | 2018년 | 《아내》, 《나는 로마로 간다》                                     |
| 9 집        | 2022년 | 《인생길》, 《당신과 나》                                          |

## 수상

### 수상 내역
- 1981년 연포가요제 우수상
- 1985년 KBS 가요대상 남자신인가수상
- 1985년 MBC 가요대제전 신인상
- 1985년 MBC 가요대제전 최고 인기 가요상
- 1986년 MBC 가요대제전 10대 가수상
- 1987년 일간스포츠 골든 디스크 본상
- 1987년 KBS 가요대상 올해의 가수상
- 1988년 KBS 가요대상 올해의 가수상

### 가요 프로그램 1위
| 연도            | 수상 내역 (총 12회) |
| --------------- | --- |
| 1985년 (총 5회) | - 바람바람바람 (총 5회) - 7월 31일 KBS2 《가요톱텐》 1위 - 8월 7일 KBS2 《가요톱텐》 1위 (2주 연속) - 8월 28일 KBS2 《가요톱텐》 1위 (3주 연속) - 9월 4일 KBS2 《가요톱텐》 1위 (4주 연속) - 9월 11일 KBS2 《가요톱텐》 1위 (5주 연속) (골든컵) |
| 1986년 (총 2회) | - 겨울비는 내리고 (총 2회) - 2월 5일 KBS2 《가요톱텐》 1위 - 2월 12일 KBS2 《가요톱텐》 1위 (2주 연속) |
| 1987년 (총 5회) | - 카페와 여인 (총 5회) - 9월 2일 KBS2 《가요톱텐》 1위 - 9월 9일 KBS2 《가요톱텐》 1위 (2주 연속) - 9월 16일 KBS2 《가요톱텐》 1위 (3주 연속) - 9월 23일 KBS2 《가요톱텐》 1위 (4주 연속) - 9월 30일 KBS2 《가요톱텐》 1위 (5주 연속) (골든컵)  |

## 같이 보기
- 이미숙
- 녹색지대